# 承諾問題
在計算複雜度理論裡，承諾問題是一類決定性問題，其可接受輸入是一個確定大小的集合。與其他的決定性問題不同，承諾問題接受的輸入（確定輸出會是是或者否的輸入）並不包含所有可能的輸入。直覺上，我們可以說輸入的承諾是在一群是的輸入或否的輸入裡面。如果輸入不屬於這兩個集合，那麼此演算法允許輸出任何答覆。

## 正式定義
一個決定性問題可以說與一個語言{\displaystyle L\subseteq \{0,1\}^{*}}互通，這問題接受所有在{\displaystyle L}裡面的輸入，拒絕所有不在{\displaystyle L}裡面的輸入。承諾問題則是與兩個語言相關，{\displaystyle L_{\text{YES}}} and {\displaystyle L_{\text{NO}}}。此兩個語言一定不交集，換句話說，{\displaystyle L_{\text{YES}}\cap L_{\text{NO}}=\varnothing }。此承諾問題接受所有在{\displaystyle L_{\text{YES}}}裡面的輸入，拒絕所有在{\displaystyle L_{\text{NO}}}裡面的輸入。{\displaystyle L_{\text{YES}}\cup L_{\text{NO}}}的集合則是此問題的承諾。對於不屬於承諾裡面的輸入則沒有規定輸出必須是什麼。如果承諾等於{\displaystyle \{0,1\}^{*}}，此承諾問題同時也是決定性問題。

## 範例
許多自然的問題實際上是承諾問題。舉例來說，考慮以下問題：給予一個有向圖，決定此圖是否有長度為10的道路。這問題回答為是的輸入是有長度為10道路的有向圖，回答否的輸入是所沒有長度為10道路的有向圖，承諾範圍則是所有的有向圖。在這個例子裡面，檢查輸入是否在承諾範圍裡面是比較簡單的，不過有一些問題可能承諾範圍是很難計算的。舉例，考慮此問題："給定一個哈密頓圖，檢查是否有大小為4的迴圈" ，檢查輸入是否是哈密頓圖是一個NP-hard問題，但是檢查是否有大小為4的迴圈則只需要多項式時間。

### 研究
- On Promise Problems (a survey in memory of Shimon Even) by Oded Goldreich. （页面存档备份，存于）
- A complete promise problem for statistical zero-knowledge by Sahai, A.
- The complexity of promiseproblems with applications to public-key cryptography  by Shimon Even （页面存档备份，存于）